# Rindlerkoordinater
Inom relativistisk fysik är Rindlerkoordinater en viktig och användbar avbildning som föreställer en del av platt rumtid, även kallad Minkowski vakuum.  Rindler-atlasen introducerades av Wolfgang Rindler.  Rindlers koordinatsystem eller -ram beskriver en likformigt accelereraande referensram i Minkowski-rummet. I speciella relativitetsteorin, utför en likformigt accelererande partikel en hyperbolisk rörelse.  För varje sådan partikel kan en Rindler-ram väljas, i vilken den befinner sig i vila.

## Samband med kartesiska koordinater
För att åstadkomma en Rindler-avbildning, kan man starta med kartesiska koordinaterna
{\displaystyle ds^{2}=-dT^{2}+dX^{2}+dY^{2}+dZ^{2},\;\;-\infty <T,X,Y,Z<\infty }
I området {\displaystyle 0<X<\infty ,\;-X<T<X}, som ibland kallas för Rindlers kil,  definieras den nya avbildningen med hjälp av koordinattransformationen 
{\displaystyle t=\operatorname {arctanh} (T/X),\;x={\sqrt {X^{2}-T^{2}}},\;y=Y,\;z=Z}
Den inversa transformationen
{\displaystyle T=x\,\sinh(t),\;X=x\,\cosh(t),\;Y=y,\;Z=z}
I Rindlerkoordinater konverteras Minkowskis linjeelement till
{\displaystyle ds^{2}=-x^{2}dt^{2}+dx^{2}+dy^{2}+dz^{2},\;0<x<\infty ,-\infty <t,y,z<\infty }
I ekvationen är ljushastigheten satt c = 1. För att hitta avståndet till Rindler-horisonten är den oförenklade ekvationen bättre lämpad, givet accelerationen g:
{\displaystyle {\begin{aligned}t&={\frac {c}{g}}\operatorname {arctanh} \left({\frac {cT}{X}}\right)\;{\overset {X\,\gg \,cT}{\approx }}\;{\frac {c^{2}T}{gX}}\\X&\approx {\frac {c^{2}T}{gt}}\;{\overset {T\,\approx \,t}{\approx }}\;{\frac {c^{2}}{g}}\end{aligned}}}

## Tillämpningar
Rindlerkoordinater har kommit till användning bland annat för att beskriva Milne-modellen och Unruh-effekten.